# Placidochromis fuscus
Placidochromis fuscus är en fiskart som beskrevs av Mark Hanssens 2004. Placidochromis fuscus ingår i släktet Placidochromis och familjen Cichlidae. Inga underarter finns listade i Catalogue of Life.